# Hermann Wunsch
Hermann Wunsch (Neuss, 9 de agosto de 1884 - Berlín, 21 de diciembre de 1954) fue un compositor y director de orquesta alemán.

## Biografía y obra
Estudió música en los conservatorios de Krefeld, Düsseldorf y Colonia, completando su formación en Berlín. Trabajó como director de orquesta, profesor y organista. Durante la Primera Guerra Mundial, participó en el conflicto en el frente del este, estableciéndose de nuevo en Berlín en 1945. Su obra está compuesta por 6 sinfonías, tres conciertos para violín, un concierto para piano, operas de cámara, lieder y música coral.

## Óperas
- Bianca. Estrenada en Weimar el 22 de mayo de 1927.
- Don Juans Sohn. Basado en el mito de Don Juan, representada en Weimar en 1928.
- Irreland (1930).
- Franzosenzeit, estrenada en Schwerin en 1933.